# 왕몽
왕몽(王蒙, 1308년 ~ 1385년)은 중국 원나라 말기의 화가이다. 저장성에서 출생하였으며 문장과 그림에 뛰어났다. 그림은 황공망에게 배웠는데, 특히 산수화, 인물화 등에 능하였다. 작품으로 《구구임옥도》, 《추심추휴도》 등이 있다.